# Umwelthaftpflichtversicherung
Eine Umwelthaftpflichtversicherung (UHV) ist eine Ergänzung zu einer betrieblichen Haftpflichtversicherung, um Haftpflichtansprüche wegen Schäden durch Umwelteinwirkungen zu versichern.
Solche Ansprüche sind in Deutschland nach Ziffer 7.10 (b) AHB 2012 (§ 4 Ziff. I 8 AHB 94) vom Versicherungsschutz der Betriebshaftpflichtversicherung ausgeschlossen.
Die Umwelthaftpflichtversicherung gliedert sich in 2 Varianten:
In der Umwelthaftpflicht-Basisversicherung sind Schäden durch Umwelteinwirkungen versichert, die nicht von umweltrelevanten Anlagen (z. B. Wasserbehandlungsanlagen, chemischen Produktionsanlagen, Filteranlagen, Lageranlagen für Stoffe und dgl.) bzw. von Tätigkeiten an solchen Anlagen ausgehen.
Außerdem kann das sog. Regressrisiko wegen Schäden durch Umwelteinwirkungen, die aus der Herstellung, Lagerung, Lieferung, Planung oder Montage resultieren (Umwelthaftpflicht-Regress / Haftpflicht).

## Umweltschäden
Im allgemeinen Sprachgebrauch kommt dem Umweltschaden und der Umweltbeeinträchtigung eine gleiche Bedeutung zu. Eine einheitliche, EU-weite Definition des Begriffs Umweltschaden existiert nicht. Nur wenige Mitgliedstaaten haben in ihrem nationalen Recht überhaupt eine Definition verankert.
In Anlehnung an das deutsche Umwelthaftungsgesetz (UmweltHG) werden Schäden als Umweltschäden definiert, die durch Umwelteinwirkungen wie z. B. Stoffe, Druck oder Geräusche verursacht werden und sich in den Umweltmedien Wasser, Boden und Luft ausgebreitet haben. Dabei gelten unwesentliche Beeinträchtigungen (§ 906 Abs. 1, S. 1 BGB), die ein „verständiger Durchschnittsmensch“ als solche empfindet, als zulässig. Bei einer Unterschreitung von Grenz-, Schwellen- und Einleitungswerten (Orientierungswerte) wird grundsätzlich von einer Zulässigkeit ausgegangen (§ 906 Abs. 1, S. 2 BGB). Liegen Immissionen oberhalb der Unwesentlichkeitsgrenze, also nach dem Umweltrecht Maßnahmenwerte vor, ist weiterführend entscheidend, ob diese ortsüblich sind (§ 906 Abs. 2 BGB). Wesentlich sind die Orientierungswerte der (Schad)stoffgrenzkonzentrationen bzw. Frachten von Schadstoffen in Böden, Gewässern und Luft. Ausschlaggebend ist immer die Bewertung des Einzelfalls und der angestrebte Sanierungszielwert.

## Umwelthaftungsgesetz
1991 trat dann das heutige Umwelthaftungsgesetz in Kraft. Mit dieser neuen Regelung mussten die Deckungskonzepte grundlegend überarbeitet werden, da neben dem Schutzgut Oberflächenwasser und Grundwasser auch die Schutzgüter Luft und Boden hinzukamen. Wichtig ist vor allem der direkte Kontakt, also jeweilige Wirkungspfad wie
- Boden – Mensch,
- Boden – Nutzpflanze und
- Boden – Grundwasser.

Neben der Feststoffkontamination kommt noch die gasige Kontamination hinzu.
Anlässlich der Einführung des Umwelthaftungsgesetzes wurde vom damaligen HUK-Verband die Umwelthaftpflichtversicherung entwickelt.
Das Umwelthaftungsgesetz sieht eine generelle verschuldensunabhängige Haftung für Gewerbetreibende vor. Des Weiteren besteht eine Gefährdungshaftung für besonders umweltgefährdende Anlagen. Umweltschäden im Sinne des Umwelthaftungsgesetzes beschränken sich jedoch nur auf sogenannte Drittschäden. Eine Haftung für Ökoschäden sieht das Gesetz nicht vor. Genau diese Lücke schließt die EU-Umwelthaftungsrichtlinie, die seit 30. April 2007 in den EU-Mitgliedstaaten gilt. In Deutschland wurde dies in Form des Umweltschadensgesetzes realisiert.

## Die deutsche Umwelthaftpflichtversicherung
Die Umwelthaftpflicht-Police leistet Deckung für Haftpflichtansprüche aufgrund von Personen-, Sach- und Vermögensschäden, die durch Umwelteinwirkungen auf die Umweltmedien Boden, Wasser und Luft entstehen.
In Abhängigkeit vom individuellen Risiko des Versicherungsnehmers stehen verschiedene Versicherungsbausteine für Anlagentypen, das Regress- und das allgemeine Umweltrisiko zur Verfügung:
- Baustein 1: WHG-Anlagen

Anlagen zur Herstellung, Verarbeitung, Lagerung, Ablagerung, Beförderung oder Wegleitung von gewässerschädlichen Stoffen, ausgenommen UmweltHG-Anlagen und Abwasseranlagen.
- Baustein 2: UmweltHG-Anlagen

Anlagen gemäß Anhang 1 des UmweltHG, für die jedoch keine Deckungsvorsorgepflicht besteht.
- Baustein 3: Sonstige deklarierungspflichtige Anlagen

Anlagen, die nach dem Umweltschutz dienenden Bestimmungen (z. B. 1., 2. oder 4. BImSchV) einer Genehmigungs- oder Anzeigepflicht unterliegen, soweit es sich nicht um WHG-Anlagen (Risikobaustein 1) oder UmweltHG-Anlagen (Risikobausteine 2 oder 5) handelt.
- Baustein 4: Abwasseranlagen und Einwirkungen auf Gewässer

Abwasseranlagen bzw. das Einbringen oder Einleiten von Stoffen in ein Gewässer oder Einwirken auf ein Gewässer.
- Baustein 5: Deckungsvorsorgepflichtige UmweltHG-Anlagen

Anlagen nach Anhang 2 des UmweltHG, für die gemäß UmweltHG eine Deckungsvorsorgepflicht besteht.
- Baustein 6: Anlagen-Produktrisiko

Risiken, die aus der Planung, Herstellung, Lieferung, Montage, Demontage, Instandhaltung und Wartung von Anlagen oder Teilen für solche nicht selbst betriebene Anlagen gemäß den Risikobausteinen 1 bis 5 entstehen.
- Baustein 7: Ergänzende Risiken

Umwelteinwirkungen aus den im Vertrag beschriebenen Risiken, sofern sie nicht von Anlagen oder Tätigkeiten ausgehen, die unter den Anwendungsbereich der vorgenannten Risikobausteine fallen.
In der deutschen Umwelthaftpflichtversicherung sind neben den unfallmäßigen und plötzlichen Umweltschäden auch Allmählichkeitsschäden gedeckt, also Schäden aus dem Normalbetrieb. Dies jedoch nur, wenn die Anlagen rechtskonform und nach dem Stand der Technik bis zum Eintritt des Schadensereignisses betrieben worden sind.
Die wichtigsten Tatbestände, für die dagegen grundsätzlich kein Versicherungsschutz besteht, sind:
- vorsätzliche Verstöße gegen Schutzgesetze oder behördliche Vorgaben,
- Kleckerschäden,
- Schäden, die bei Vertragsbeginn bereits eingetreten waren, also das Schadensereignis läuft noch und
- Schäden aus dem nachträglichen Erwerb von Grundstücken mit schon kontaminierten Böden (Altablagerung und Altstandorten).

## Gesetze und Verordnungen
- Verordnung über die Allgemeinen Bedingungen für die Versorgung mit Wasser (AVB WasserV) vom 20. Juni 1980, zuletzt geändert am 11. Dezember 2014.
- Gesetz zur Ordnung des Wasserhaushalts (Wasserhaushaltsgesetz – WHG) vom 31. Juli 2009, zuletzt geändert am 15. November 2014.
- Trinkwasserverordnung (TrinkWV 2001), zuletzt geändert am 14. Dezember 2012.
- Bundesbodenschutzgesetz (BBodSchG) vom 17. März 1998, zuletzt geändert am 24. Februar 2012.
- Bundesbodenschutz- und Altlastenverordnung (BBodSchV) vom 12. Juni 1999, zuletzt geändert am 15. Januar 2005.